# Złoty Potok (Silésie)
Pour les articles homonymes, voir Złoty Potok.
Złoty Potok est une localité polonaise de la gmina de Janów, située dans le powiat de Częstochowa en voïvodie de Silésie.